# 3の平方根

正三角形の底辺を二等分すると、斜線が2、二等分した底辺が1、高さが√3の比になる。

√3は一辺の長さが 1 の正六角形の対辺の距離に等しい

√3は立方体の対角線の長さに等しい

3の平方根（さんのへいほうこん）は、平方して 3 になる実数である。正のものと負のものの2つがある。正の平方根は
{\displaystyle {\sqrt {3}}}
と書き、「ルート3」と読む。その小数表示は
1.73205 08075 68877 29352 74463 41505 87236 69428 05253…
である（オンライン整数列大辞典の数列 A002194）。無理数であることが知られているので、この数字の並びは循環しない。
幾何学的には、一辺の長さが 2 の正三角形の高さに等しく、一辺の長さが 1 の正六角形の対辺の距離に等しい。また、一辺の長さが 1 の立方体の対角線の長さに等しい。三角関数を用いると、{\displaystyle \tan 60^{\circ }} とも表される。
小数部分の覚え方として、語呂合わせが知られており、代表的なものに「人並みに奢れや（ひとなみにおごれや）」がある。

## 性質
- {\displaystyle {\sqrt {3}}} は代数的整数である。{\displaystyle {\sqrt {3}}} の有理数体 {\displaystyle \mathbb {Q} } 上の既約多項式は x 2 − 3 である。
- 連分数表示は

{\displaystyle {\sqrt {3}}=1+{\cfrac {1}{1+{\cfrac {1}{2+{\cfrac {1}{1+{\cfrac {1}{2+{\cfrac {1}{1+{\cfrac {1}{2+{\cfrac {1}{\ddots }}}}}}}}}}}}}}}